# 쓰메이 철로
쓰메이 철로(四梅鐵路, 간체자: 四梅铁路)는 지린성 쓰핑 시와 메이허커우 시를 연결하는 중화인민공화국 철도부의 노선이다. 蓮河驛과 메이허커우 역 구간은 선지 철로와 중복된 구간이다.

## 노선 정보
- 구간과 거리: 쓰핑 역~메이허커우 역 155km
- 역수(驛數): 15개(양단역 포함)
- 궤도간격: 1435mm(표준궤)

## 연혁
- 1927년: 瀋海線의 지선으로 리엔허 역(蓮河驛)과 西安驛(현재의 遼源驛) 구간이 개통됨.
- 남만주 철도 소속의 롄징 선(連京線)과 펑지 선(奉吉線)을 연결하기 위하여 상기의 지선을 쓰핑 역까지 연장하기로 함.
- 1935년 3월: 선로 건설공사가 개시됨.
- 1936년 9월에 완공됨. 개업당시의 명칭은 핑메이 선(平梅線)이었음.
- 만주국 붕괴 이후 쓰메이 철로로 개칭됨.

## 같이 보기
- 남만주 철도